# دردار قطبي جنوبي
دردار قطبي جنوبي (الاسم العلمي:Ulmus antarctica) هو نوع غير مؤكد من النباتات يتبع جنس الدردار من الفصيلة الدردارية.